# Prémio Vencer o Adamastor
O Prémio Vencer o Adamastor é um prémio em Portugal que distingue trabalhos inovadores de jovens cientistas; estes trabalhos têm que ser desenvolvidos em Portugal e inserir-se nas áreas da electrotecnia, da computação e afins. O resultado final tem que revelar não apenas a excelência científica, mas também potencial para desenvolvimentos que venham a beneficiar a sociedade. O prémio consiste na quantia de 20 mil euros. É fruto de uma parceria entre o Instituto de Engenharia de Sistemas e Computadores e o jornal Público.